# Драшнице
Дра́шнице (хорв. Drašnice) — курортный посёлок в составе общины Подгора на Макарской ривьере, в Южной Далмации, Хорватия. Входит в состав жупании Сплит-Далмация. Драшнице расположено в 10 километрах к югу от города Макарска, и в 3 км от посёлка Подгора. Население по данным переписи 2001 года — 328 человек.

## География
Как и прочие населённые пункты Макарской ривьеры Драшнице расположено между берегом и горным массивом Биоково. Чуть выше посёлка проходит Адриатическое шоссе.

## История
Драшнице впервые упоминается в турецких документах XV века. Традиционным занятием жителей Драшнице была рыбная ловля и виноградарство. В настоящее время основой экономики посёлка является туризм.

## Известные уроженцы
- Урлич, Анте (род. 1956), вице-адмирал ВМС Хорватии, главнокомандующий ВМС в 2007—2014 годах.